# Podhorce-Kolonia
Podhorce-Kolonia – kolonia wsi Podhorce w Polsce położona w województwie lubelskim, w powiecie hrubieszowskim, w gminie Werbkowice. Miejscowość położona jest nad rzeką Huczwą.
W latach 1975–1998 wieś administracyjnie należała do województwa zamojskiego.